# Provincia Kahramanmaraș
Provincia Kahramanmaraş este o provincie a Turciei cu o suprafață de 14.327 km², localizată în centrul țării.